# Communauté d'universités et établissements de Toulouse
Pour l'université de Toulouse qui a existé entre 1229 et 1793 et entre 1896 et 1969, voir Université de Toulouse (1229-1969).
Cet article concerne la Communauté d'universités et établissements de Toulouse. Pour les pages sur les universités, voir Université Toulouse-Capitole, Université de Toulouse (2025) et Université Toulouse-Jean-Jaurès.
La Communauté d'universités et établissements de Toulouse, nommée Université de Toulouse (UT) jusqu'à fin 2024, et avant ça Université fédérale Toulouse Midi-Pyrénées jusqu'à fin 2022, est une communauté d'universités et d'établissements d'enseignement supérieur et de recherche de la région Occitanie. Son périmètre territorial correspond à l'académie de Toulouse et à l'ancienne région Midi-Pyrénées. Elle rassemble 15 établissements d’enseignement supérieur de l’académie de Toulouse et s’appuie sur les 7 organismes de recherche nationaux présents sur le site toulousain. Elle porte la stratégie collective d’enseignement supérieur et de recherche et est chargé de la coordination territoriale. Ses équipes déploient leurs activités sur tous les domaines de la vie universitaire : formation (licence, master, doctorat), vie étudiante, santé des étudiante.s, recherche, valorisation et relations entreprises, diffusion de la culture des sciences et des techniques, relations internationales, transition environnementale et sociale, immobilier, gestion et exploitation des campus, coopération documentaire, numérique.

## Historique

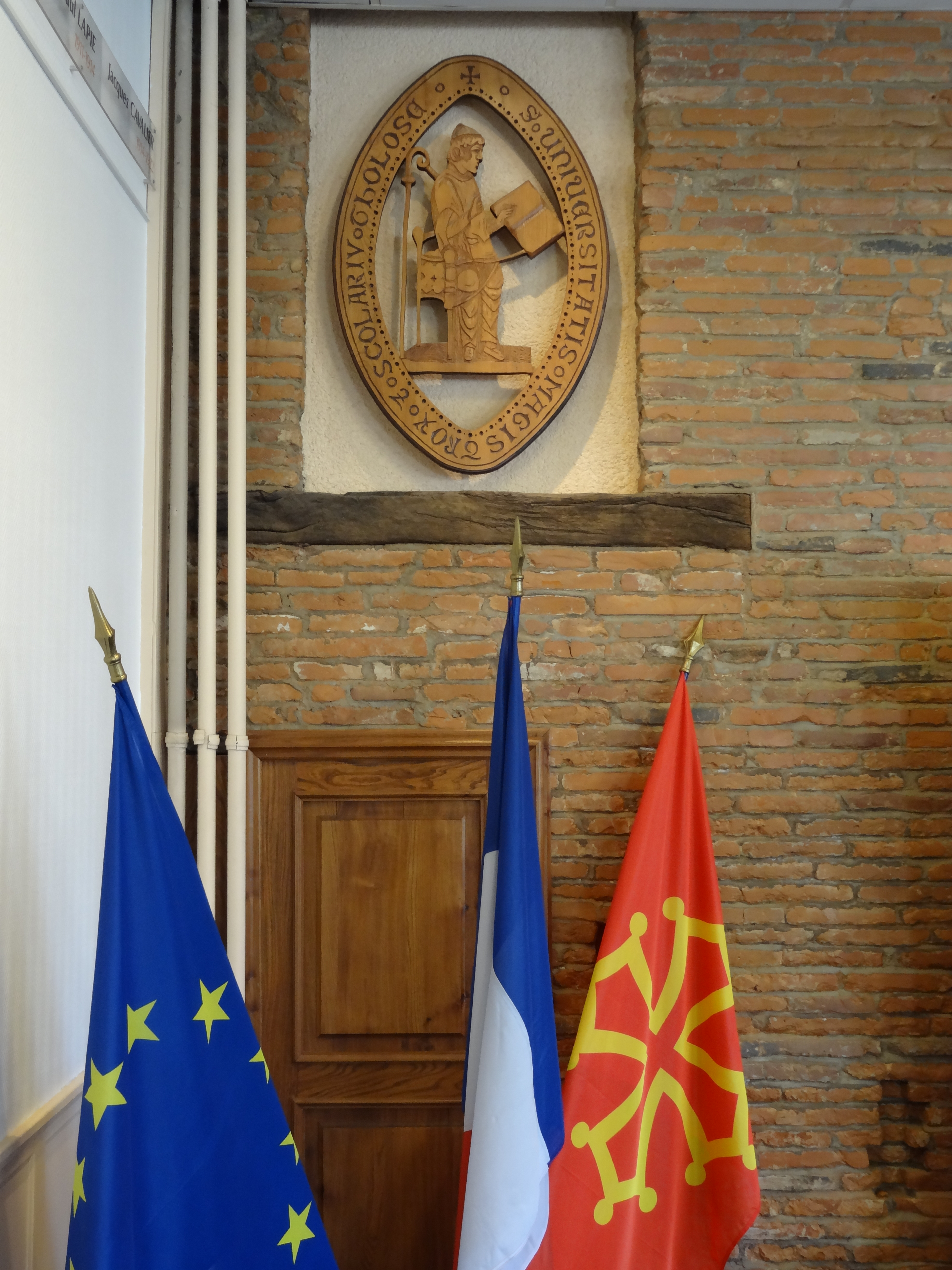
L'ancien sceau de l'université de Toulouse représentant un clerc.

La loi de programme pour la recherche du 8 juillet 2006 permet aux établissements de se regrouper sous la forme d’un pôle de recherche et d'enseignement supérieur (PRES). Ainsi le PRES « Université de Toulouse » est créé en 2007 avec le statut d’établissement public de coopération scientifique. Il regroupe au moment de sa création six membres fondateurs : l'université de Toulouse I-Capitole, l'université de Toulouse II-Le-Mirail, l'université de Toulouse III-Paul-Sabatier, l’institut national polytechnique de Toulouse, l’institut national des sciences appliquées de Toulouse et l’école nationale supérieure de l'aéronautique et de l'espace.
Le PRES remporte des appels nationaux à financements comme le plan campus en 2008 et les initiatives d'excellence (« Grand Emprunt » ou « Investissements d’avenir ») en 2011.
La loi relative à l'enseignement supérieur et à la recherche du 22 juillet 2013 supprime les PRES et instaure les communautés d’universités et établissements (ComUE), regroupements d'établissements d'enseignement supérieur et de recherche ainsi que d'organismes de recherche situés sur un même territoire. Ainsi l’université de Toulouse prend ses nouveaux statuts en 2015 et devient l’ « université fédérale Toulouse-Midi-Pyrénées » ; ses membres sont les mêmes que ceux du PRES, à la différence de l’ajout du centre national de la recherche scientifique.
À la suite de l'obtention provisoire du label Idex en 2011, un projet de fusion des universités toulousaines est porté par la ComUE. L'échec de ce projet en 2016 conduit à la perte des financements Idex. En 2021, Patrick Lévy conduit une mission d'audit du site universitaire qui propose des évolutions. En 2022, cette démarche aboutit à l'évolution de l’établissement vers le statut de ComUE expérimentale : le 1er janvier 2023 l'Université fédérale Toulouse Midi-Pyrénées devient l'Université de Toulouse.
Au 1er janvier 2025, la Comue prend le nom de « Comue de Toulouse », le nom « Université de Toulouse » étant récupéré par le nouvel établissement public expérimental formé par la fusion de l'Université Toulouse-III-Paul-Sabatier et de l'École d'ingénieurs de Purpan, reprenant ainsi le nom de l’université fondée en 1229.

## Les établissements de la ComUE

### Les membres fondateurs
Les membres fondateurs de la ComUE sont, :
- l'université Toulouse-Capitole ;
- l'université de Toulouse ;
- l'université Toulouse-Jean-Jaurès (naguère université de Toulouse-Le Mirail) ;
- l'institut national polytechnique de Toulouse (Toulouse INP) ;
- l'institut national des sciences appliquées de Toulouse (INSA Toulouse) ;
- l'institut supérieur de l'aéronautique et de l'espace (ISAE-SUPAERO) ;
- l'institut national universitaire Champollion (INUC) ;

### Les membres
Les membres de la ComUE :
- l'école nationale de l'aviation civile (ENAC) ;
- l'école nationale d'ingénieurs de Tarbes (ENIT) ;
- l'école nationale supérieure d'architecture de Toulouse (ENSA Toulouse);
- l'école nationale vétérinaire de Toulouse (ENVT) ;
- l'école nationale supérieure de formation de l’enseignement agricole (ENSFEA) ;
- l'institut catholique d'arts et métiers (ICAM) ;
- l'école nationale supérieure des mines d'Albi-Carmaux (IMT Mines d'Albi) ;
- Toulouse Business School (TBS) ;

### Les organismes nationaux de recherche
Les organismes nationaux de recherche suivants sont partenaires de la ComUE :
- Centre national d'études spatiales (CNES) ;
- Centre national de la recherche scientifique (CNRS) ;
- Météo-France ; Météopole
- Institut national de la recherche agronomique (INRAE) ;
- l'institut de recherche pour le développement (IRD) ;
- l'institut national de la santé et de la recherche médicale (INSERM) ;
- l'office national d'études et de recherches aérospatiales (ONERA).

Les établissements sont répartis dans 13 villes à travers 8 départements de l'ex-région Midi-Pyrénées : Foix et Pamiers (Ariège), Rodez, Millau et Saint-Affrique (Aveyron), Toulouse (Haute-Garonne), Auch (Gers), Cahors et Figeac (Lot), Tarbes (Hautes-Pyrénées), Albi et Castres-Mazamet (Tarn) et Montauban (Tarn-et-Garonne).

## Historique des présidents
- 2007 - 2009 : Jacques Erschler[13] ;
- 2009 - 2010 : Louis Castex[14] ;
- 2010 - 2012 : Gilbert Casamatta[15] ;
- 2012 - 2016 : Marie-France Barthet[16] ;
- 2016 - 2022 : Philippe Raimbault[17] ;
- 2022 - 2023 : Marc Renner, administrateur provisoire.
- 2023 - En cours : Michael Toplis[18]

### Textes réglementaires
- Décret no 2007-385 du 21 mars 2007 portant création de l’établissement public de coopération scientifique « Université de Toulouse » (abrogé)
- Décret no 2015-663 du 10 juin 2015 portant approbation des statuts de la communauté d'universités et établissements « Université fédérale Toulouse Midi-Pyrénées »
- Décret no 2016-468 du 14 avril 2016 portant association d'établissements du site toulousain
- Décret no 2016-826 du 22 juin 2016 modifiant le décret no 2016-468 du 14 avril 2016 portant association d'établissements du site toulousain